# Гернот Лангес-Штадіон
Гернот Лангес-Штадіон (нім. Gernot-Langes-Stadion) — футбольний стадіон у австрійському місті Ваттенс. З моменту відкриття в 1959 році тут проаодить домашні ігри клуб «Ваттенс» .

## Історія
Стадіон був відкритий на 16 червня 1959 року і був найсучаснішим спортивним об'єктом у західній Австрії. Сонячні батареї на даху стадіону зігрівали воду для сусіднього Альпенбаду. У 1967 році стадіон було розширено новою трибуною на півдні, оскільки футбольна команда «Ваттенс» піднялася до Національної ліги, найвищої австрійської ліги на той час.
У 2013 році стадіон з нагоди 70-річчя президента клубу Гернота Лангеса-Сваровскі, стадіон було названо на його честь.

## Місткість
Стадіон вміщує 5 500 глядачів, з яких 1100 — під дахом. Після виходу клубу в Першу лігу була побудована телевізійна башта і система прожекторів, адаптована для задоволення ліцензійних вимог Першої ліги.